# Davide Bais
Pour les articles homonymes, voir Bais.
Davide Bais (né le 2 avril 1998 à Rovereto) est un coureur cycliste italien, membre de l'équipe Eolo-Kometa. Son grand frère Mattia est également coureur cycliste.

## Biographie
Davide Bais commence le cyclisme à la Società Ciclistica Mori, en compagnie de son frère Mattia.
En octobre 2022, il participe au Tour de Lombardie, où il est membre de l'échappée du jour.
Membre d'une échappée au long cours lors de la 7e étape du Tour d'Italie 2023, il lâche ses deux adversaires à deux cents mètres de l'arrivée au Campo Imperatore du Gran Sasso, gagne l'étape, remporte la Cima Pantani et endosse le maillot bleu du meilleur grimpeur de ce Giro.

## Palmarès et résultats

### Palmarès amateur
- 2014
  - Pianezze-Fontanella
  - Trofeo Lucchini
- 2019
  - Gran Premio Lari Città della Ciliegia[2]
- 2020
  -  Champion d'Italie du contre-la-montre par équipes espoirs
  - Trofeo Comitati del Valdarno
  - 3e de la Coppa Città di San Daniele

### Palmarès professionnel
- 2023
  - 7e étape du Tour d'Italie
- 2025
  - 2e du Tour de la province de Reggio de Calabre

### Résultats sur les grands tours

#### Tour d'Italie
4 participations
- 2022 : 125e
- 2023 : 81e, vainqueur de la 7e étape
- 2024 : 76e
- 2025 : 97e

### Classements mondiaux
| Année                                 | 2018  | 2019  | 2020  | 2021  | 2022 | 2023 | 2024  |
| ------------------------------------- | ----- | ----- | ----- | ----- | ---- | ---- | ----- |
| Classement mondial                    | 2634e | 1458e | 1311e | 2301e | 610e | 442e | 1890e |
| UCI Europe Tour                       | 1751e | 979e  | 1003e | 1534e | 472e | nc   | nc    |
|                                       |       |       |       |       |      |      |       |
| Légende : nc = non classéSource : UCI |       |       |       |       |      |      |       |